# Foxtrot (musical)
Foxtrot is een musical uit 1977 geproduceerd door John de Crane en Gislebert Thierens, met tekst van Annie M.G. Schmidt en muziek van Harry Bannink in regie van Paddy Stone. De hoofdrollen werden in de oorspronkelijke versie gespeeld door onder anderen Willem Nijholt, Gerrie van der Klei en Trudy Labij.
In 2001/2002 is er een nieuwe versie van Foxtrot gemaakt. De hoofdrollen in deze nieuwe productie werden gespeeld door onder anderen Paul de Leeuw, Sanne Wallis de Vries, Carice van Houten en Jenny Arean. De ensceneringen werden aangepast, liedjes weggelaten of juist toegevoegd en de hele uitvoering kreeg een soberder karakter. Henny Vrienten paste de muziek aan en schreef een nieuwe melodie voor het nummer 'Triple Sec' en Ivo de Wijs bewerkte het script en de liedteksten. Het stuk ging eind 2001 in première in het Oude Luxor Theater in Rotterdam.
MediaLane produceert een nieuwe versie die zondag 18 januari 2026 in het DeLaMar Theater in Amsterdam in première gaat.

## Verhaal
Foxtrot speelt zich af in de jaren dertig: de tijd van onbekommerd vertier, zorgeloos dansen en het zwaaien met struisveren. En tegelijkertijd is er de economische crisis, de oorlogsdreiging en de Hollandse kleinburgerlijkheid: de tijd waarin iedereen zich staande probeert te houden. Jules vormt samen met Lisette een derderangs zangduo in een louche nachtclub in de grote stad. Hij geeft zich uit voor leraar Duits en zij voor concertzangeres. In het pension waar zij beiden wonen, trekt het provinciale meisje Josien in. Josien krijgt Duitse les van Jules en wordt hopeloos verliefd op hem. Maar Jules kan als homoseksueel haar liefde niet beantwoorden. Dit leidt tot dramatische, maar ook tot komische ontwikkelingen.

## Rolverdeling
| Rol                           | 1977 (Impresariaat John de Crane) | 2001 (Stichting Speciale Internationale Produkties)                                                                                      | 2026 (MediaLane) |
| ----------------------------- | --- | --- | --- |
| Jules                         | Willem Nijholt | Paul de Leeuw | William Spaaij |
| Lisette                       | Gerrie van der Klei | Sanne Wallis de Vries | Renée de Gruijl |
| Josien                        | Trudy Labij | Carice van Houten | Teuntje Post |
| Mathilda van Wijk-de Beaufort | Georgette Hagedoorn | Jenny Arean | Gerrie van der Klei, Marjolijn Touw (alternate) |
| Rosie                         | Ronny Bierman | Malou Gorter | Marjolijn Touw |
| Albert                        | Frans Kokshoorn | Ad van Kempen | Paul R. Disbergen |
| Betty                         | Lia Corvers | Anne-Marie Jung | Joyeuse Musabimana |
| Tijs                          | Flip van Duyn | Sieger Sloot | Jeroen Sigterman |
| Paul                          | Jaap Boonstra | Marijn Brouwers | Jip Bartels |
| Ensemble                      | Tonnie Dekker, Bettiena Drukker, Thea Engelen, Louise Gierveld, Tanneke Hartzuiker, Erika Kuyten, Tonnie Popper, Betty Schrier, Anne van Weerde, Maggie Slot | Tina de Bruin, Eva Van der Gucht, Roosmarijn Luyten, Gwen Maduro, Barbara van Middelkoop, Maria Noë, Sytske van der Ster, Wende Snijders | Julia Berendse (alternate Rosie, understudy Lisette en Mathilde), Dorith Creebsburg (understudy Betty en Rosie), Winter Twilt (understudy Tijs), Elvera van de Meent (understudy Josien en Lisette), Melodi Savur |

## Scèneoverzicht
| 1977                        | 2001                  |
| --------------------------- | --------------------- |
| eerste akte                 | eerste akte           |
| Foxtrot                     | De Dertige Jaren      |
| Der Bär                     | Onder De Kastanje     |
| The Dutch Don't Dance       | De Duitse Les         |
| Wat Ik Nou Toch Heb Gelezen | Dat Ene Moment        |
| Maison Toinette             | The Dutch Don't Dance |
| Niks Aan De Hand            | Iedereen Was Zo       |
|                             | Romeo en Julius       |
| tweede akte                 | tweede akte           |
| Ten Bate Van                | Zeppelin              |
| Pompadour                   | Niks Aan De Hand I    |
| Sorry Dat Ik Besta          | Niks Aan De Hand II   |
| Over Tijd                   | De Oude Kat           |
| To Be Or Not To Be          | Over Tijd             |
| De Laatste Dans             | Maison Toinette I     |
|                             | Maison Toinette II    |
|                             | To Be Or Not To Be    |
|                             | Triple Sec'           |
|                             | De Laatste Dans       |

## Lp's en cd's
Er is in 1977 een lp uitgegeven over de musical. Later in 2001 werd er een cd uitgegeven van de nieuwe productie.

### Foxtrot (originele Nederlandse cast 1977)
Kant 1
1. Foxtrot (4:07) - Willem Nijholt, Gerrie van der Klei en koor
2. Der Bär (2:25) - Gerrie van der Klei, Trudy Labij, Willem Nijholt, Jaap Boonstra
3. The Dutch don't dance (2:20) - Ensemble
4. Wat ik nou toch heb gelezen (3:49) - Trudy Labij
5. Maison Toinette (3:40) - Trudy Labij, Georgette Hagedoorn, Ronny Bierman, Gerrie van der Klei, Lia Corvers en koor
6. Niks aan de hand (5:14) - Willem Nijholt en koor

Kant 2
1. Sorry dat ik besta (3:40) - Willem Nijholt
2. Pompadour (Dat ene moment) (3:00) - Willem Nijholt en Gerrie van der Klei
3. Over tijd (5:16) - Trudy Labij en koor
4. To be or not to be (3:27) - Trudy Labij
5. De laatste dans (5:04) - Ensemble

### Foxtrot (originele Nederlandse cast 2001)
1. De dertige jaren (5:10) - Paul de Leeuw, Carice van Houten, Jenny Arean, Sanne Wallis de Vries, Malou Gorter, Ad van Kempen, Sieger Sloot, Marijn Brouwers, Anne-Marie Jung en Ensemble
2. Onder de kastanje (2:20) - Jenny Arean en Ad van Kempen
3. De Duitsche les (0:46) - Paul de Leeuw en Carice van Houten
4. Dat ene moment (3:55) - Paul de Leeuw en Sanne Wallis de Vries
5. The Dutch don't dance (3:05) - Paul de Leeuw, Carice van Houten, Jenny Arean, Sanne Wallis de Vries, Malou Gorter, Ad van Kempen, Sieger Sloot, Marijn Brouwers, Anne-Marie Jung en Ensemble
6. Iedereen was zo (3:53) - Carice van Houten en koor
7. Romeo en Julius (3:49) - Paul de Leeuw
8. Zeppelin (1:15) - Ensemble
9. Niks aan de hand I (2:45) - Paul de Leeuw
10. Niks aan de hand II (1:40) - Ensemble
11. De oude kat (4:41) - Jenny Arean
12. Over tijd (4:31) - Carice van Houten, Anne-Marie Jung en Ensemble
13. Maison Toinette I (0:51) - Sanne Wallis de Vries en Paul de Leeuw
14. Maison Toinette II (1:18) - Sanne Wallis de Vries en Paul de Leeuw
15. To be or not to be (2:28) - Carice van Houten
16. Triple sec' (5:25) - Carice van Houten, Sanne Wallis de Vries en Malou Gorter
17. De laatste dans (5:05) - Paul de Leeuw, Carice van Houten, Jenny Arean, Sanne Wallis de Vries, Malou Gorter, Ad van Kempen, Sieger Sloot, Marijn Brouwers, Anne-Marie Jung en Ensemble

'14-'18 · '40-'45 (België) · '40-'45 (Nederland) · 1830 · De 3 Biggetjes · 3 Musketiers · Aida · Albert I · Alice in Wonderland · A xXxmas Carola · Anatevka · Assepoester · Belle en het Beest · Billie Holiday · Bloedbroeders · The Bodyguard · Cabaret · Camelot · Cats · Chicago · Ciske de Rat · Cyrano de Bergerac · De Schone van Boskoop · Daens · Damiaan · Dirty Dancing · Doe Maar! · Domino · Doornroosje · Dracula · Drood · Elisabeth · Evita · Fame · De Finale · Flashdance · Foxtrot · Goodbye, Norma Jeane · Grease · Hair · High School Musical · De Jantjes · Jeanne d'Arc · Jekyll & Hyde · Jersey Boys · Jesus Christ Superstar · Kadanza · De kleine zeemeermin · Koning van Katoren · Kruimeltje · Kuifje: De Zonnetempel · Kunt u mij de weg naar Hamelen vertellen, mijnheer? · The Last Five Years · Lelies · The Lion King · The Little Mermaid · Love Story · Lover of Loser · Mamma Mia! · De man van La Mancha · Marie-Antoinette · Mary Poppins · Les Misérables · Miss Saigon · Muerto! · De Muze van Rubens · My Fair Lady · On Your Feet! · Op hoop van Zegen · Oorlogswinter · The Passion · Pauline & Paulette · The Phantom of the Opera · Pinokkio · Red Star Line · Rembrandt · Robin Hood · Romeo en Julia, van Haat tot Liefde · De Rozenoorlog · Rubens · Shhh...it happens! · Shrek · Soldaat van Oranje · Spring Awakening · De sprookjesmusical Klaas Vaak · Sneeuwwitje · The Sound of Music · Tarzan · Titanic · Turks fruit · Urinetown · De Vliegende Hollander · Wat Zien Ik?! · Wicked · The Wild Party · The Wiz · Wickie de viking de musical
    Portaal Musical